# Хум (Бузет)

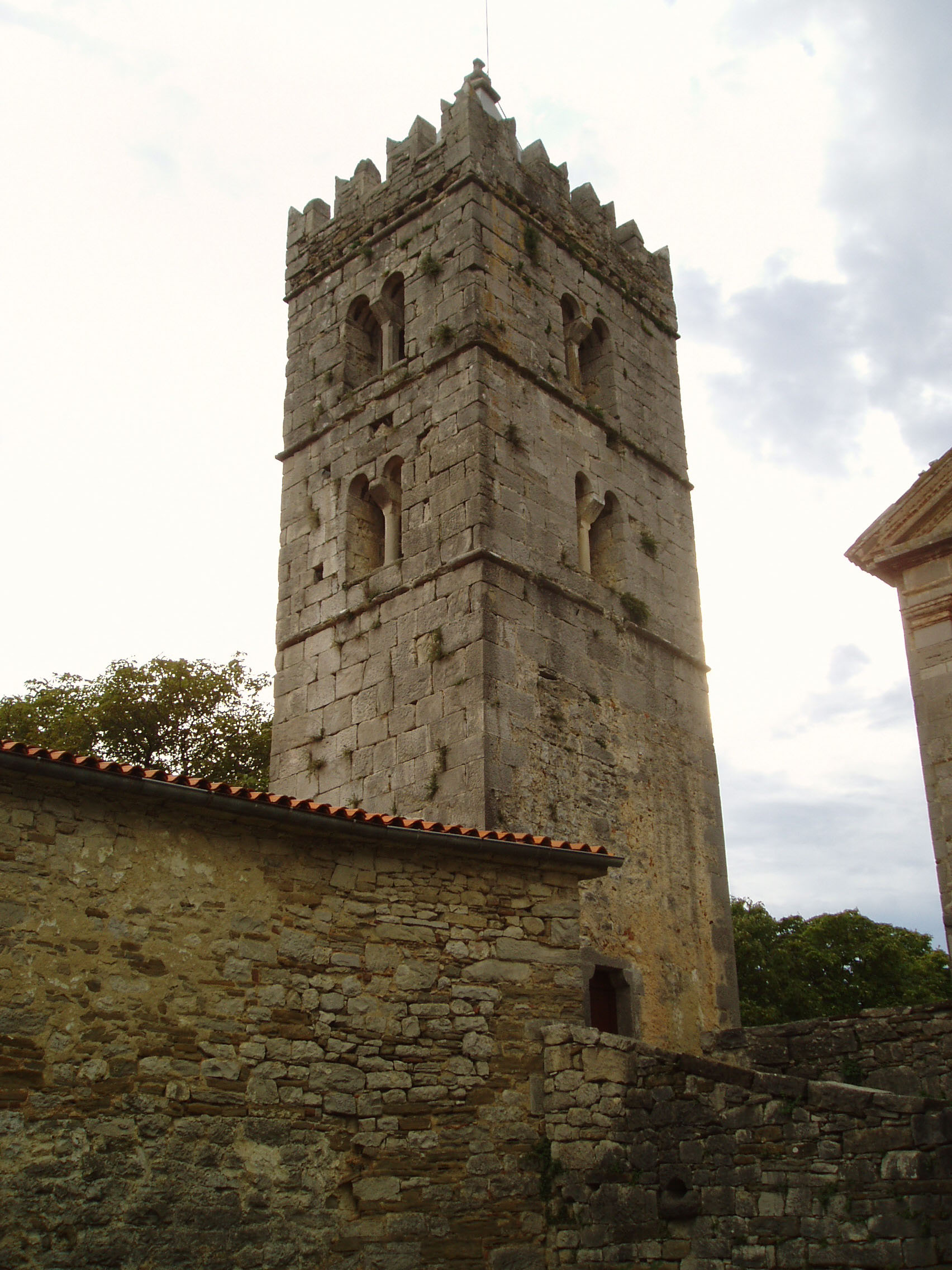
Часовая башня в Хуме

Хум (хорв. Hum, итал. Colmo, нем. Cholm) — город-крепость в Хорватии, в центральной части полуострова Истрия, в общине Бузет.
Население 28 человек (2007 год).
Город Хум расположен на высоте 349 м, на вершине холма, в 5-7 километрах от города Роч и в 14 км к юго-востоку от города Бузет. С Рочем город соединён «Аллеей глаголицы», упирающейся в единственные городские ворота Хума. Памятники, установленные по обе стороны аллеи, напоминают об историческом значении Роча, как центра глаголической письменности.

## История
Хорватская легенда гласит, что город Хум был построен великанами из гигантских камней в долине реки Мирна.
В документах упоминается впервые как крепость, изначально именуемая Холм (Cholm, название происходит от итальянского слова «полный», «сolmo»). «Крепость Холм» («Castrum Cholm») фигурирует в дарственной маркграфа Крайны Ульриха II, датированной 1102 годом. Предполагается, что около 1060 г. краинский маркграф Ульрих I возвёл крепость на руинах римского поселения. И что в том же XI веке Холм получил статус города... В 1153-1248 гг. Хум входил в состав герцогства Мерания (Meran, Merano, Meranie, Meranien).
В 1412 году Хум подпал под власть Венецианской республики. В ходе войны 1612 — 1618 годов город был сожжён, после чего заново отстроен. В 1615 г. здесь обосновался ускок Фаркаш Франкопан (Франгепан). В конце XVIII века Хум подпадает под господство Австрийской империи, с 1805 года переходит под власть Первой Французской империи, а в 1813 году, после свержения Наполеона, возвращается в Австрию. В 1918 году — город во власти Италии, с 1945 года — в составе СФРЮ. В период Второй Мировой войны Хум насчитывал до 450 жителей. Почти все они покинули родину накануне вторжения НОАЮ, спасаясь от террора коммунистов-титовцев. Впоследствии многие эмигранты завещали похоронить себя в Хуме. С 1991 года Хум — в составе Хорватии.

## Достопримечательности
Хум приобрёл свои современные очертания в XI столетии. С того времени практически ничего не было построено вне стен крепости, то есть город почти не развивался с раннего Средневековья. Благодаря своей великолепной средневековой архитектуре, своим неповторимым традициям и особой атмосфере город-крепость Хум является известным туристическим центром.
- Храм Вознесения Марии (построен в 1802 году);
- Храм Св. Иеронима с фасадом романского стиля. Построен в XII веке зодчим Антуном (Антонио) из Падуи. Украшен фресками, надписями и граффити византийской эпохи, в том числе выполненными на глаголице[3];
- Часовая башня (построена в 1552 году);
- Городские стены, в пределах которых находятся две небольшие улочки. Единственные городские ворота были перестроены в 1562 году (а в XX веке обновлены мастерами-металлистами);
- Городской музей, в котором имеется небольшая коллекция глаголических надписей и предметов старины.

## Инфраструктура, промышленность и транспорт

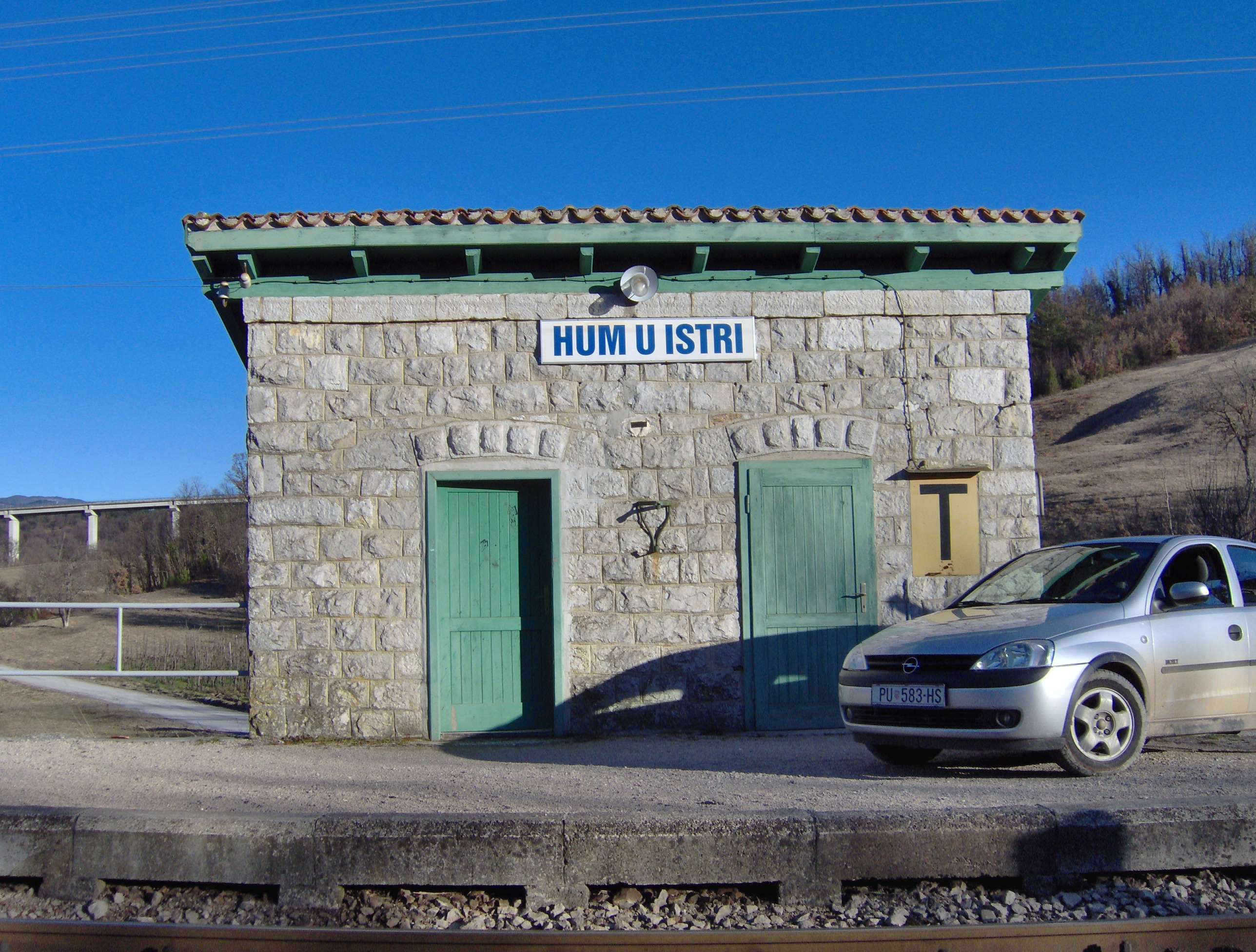
Железнодорожная станция Хума

В городе Хум работают мэрия, небольшая гостиница «Томислав», почта, лечебница и полицейский участок. Также в городе есть магазин, коноба и кладбище. Расположенный в городе ресторан «Humska Konoba» предлагает своим посетителям домашний коньяк Biska. Промышленных предприятий в городе нет, главная статья дохода города - туризм. Немногочисленные жители занимаются традиционными кустарными промыслами. За пределами крепости, на дальней окраине города есть маленькая железнодорожная станция Хум-у-Истры с одной посадочной площадкой и небольшим одноэтажным вокзалом.

## Интересные факты
- Раньше город был занесён в Книгу рекордов Гиннесса[4] как самый маленький город в мире.
- В 1989 г. в Хуме открылась гостиница «Томислав», наречённая в честь Томислава I — первого короля Хорватии — первая в СФРЮ частная гостиница[2].

## Галерея

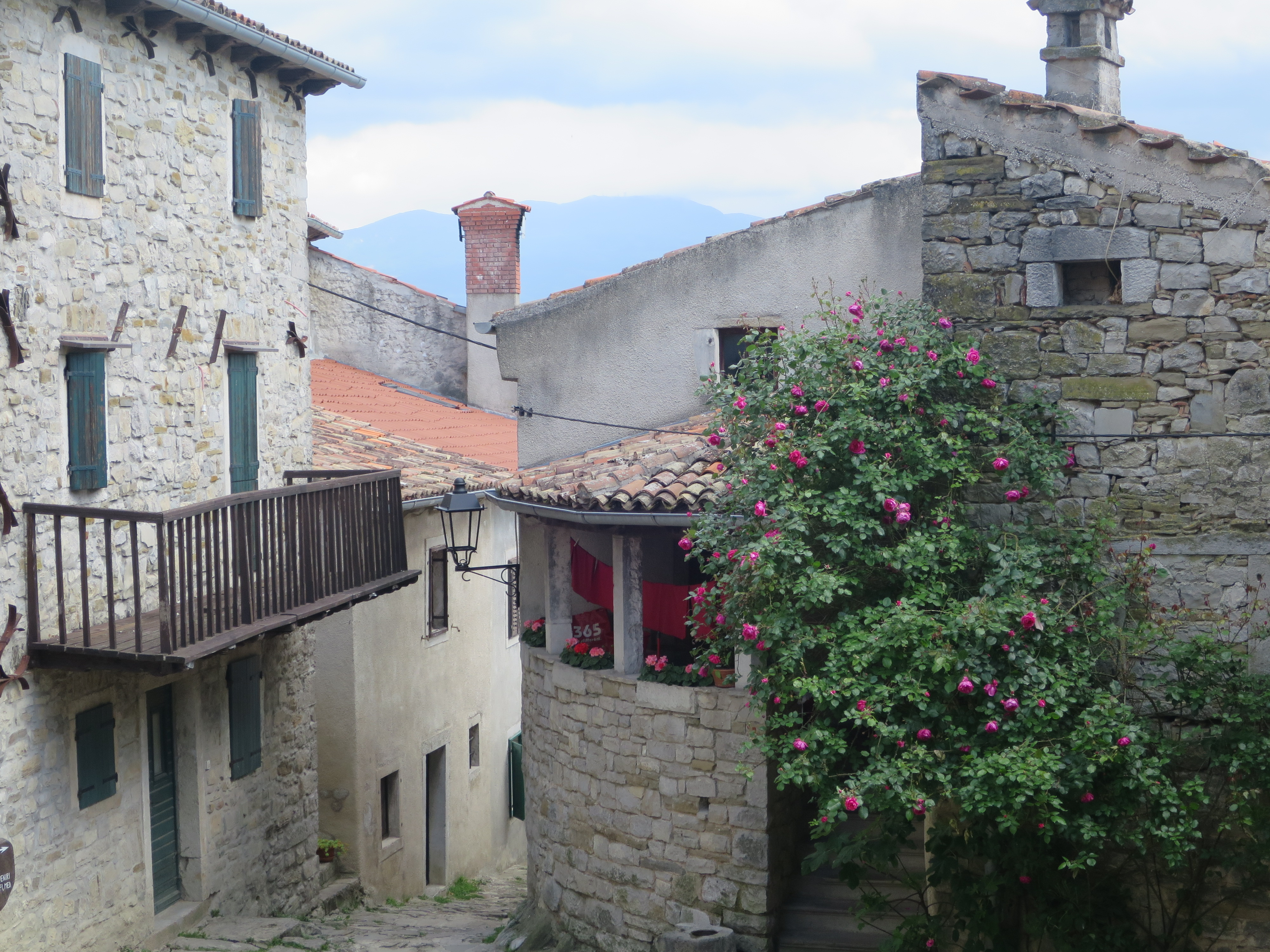
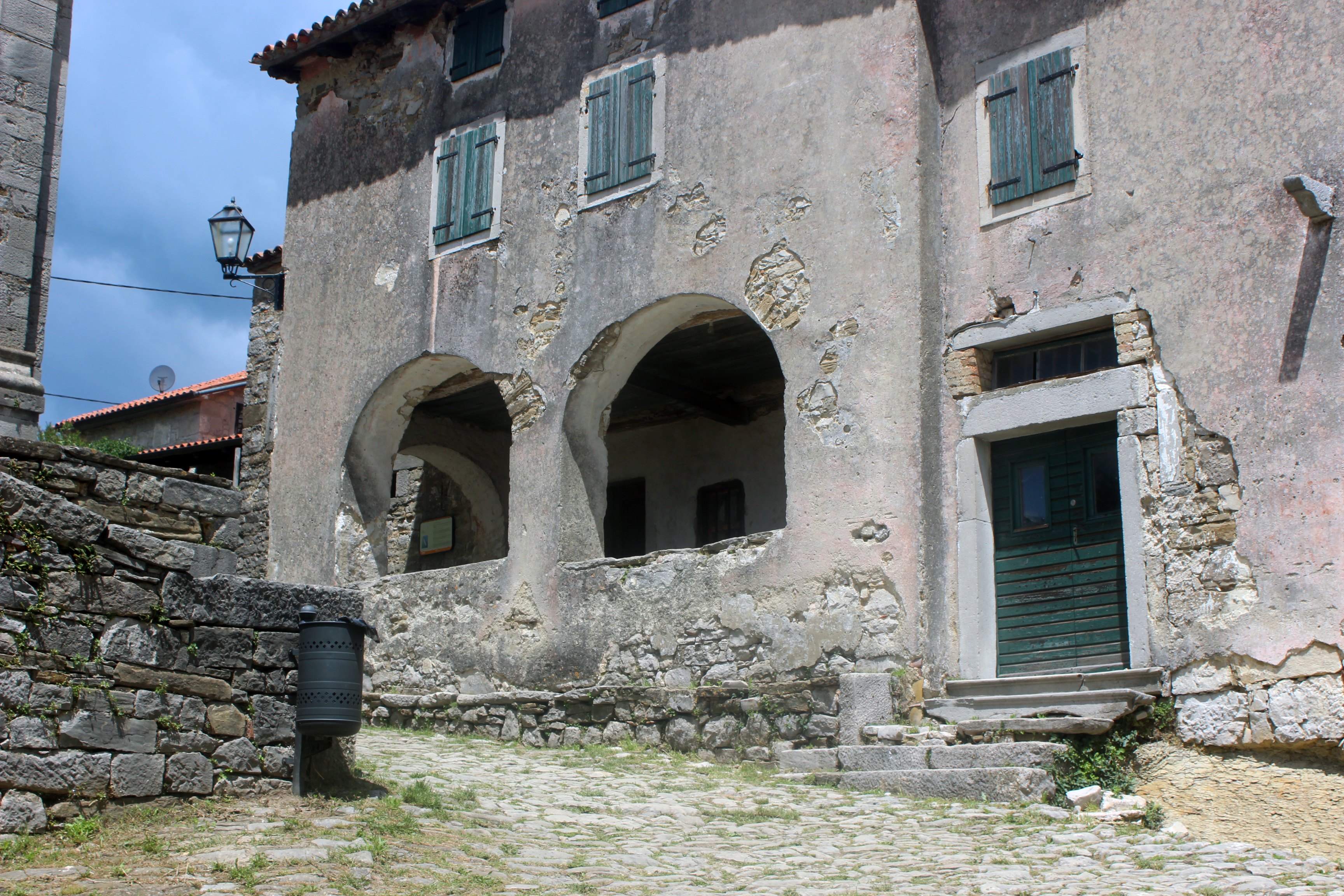
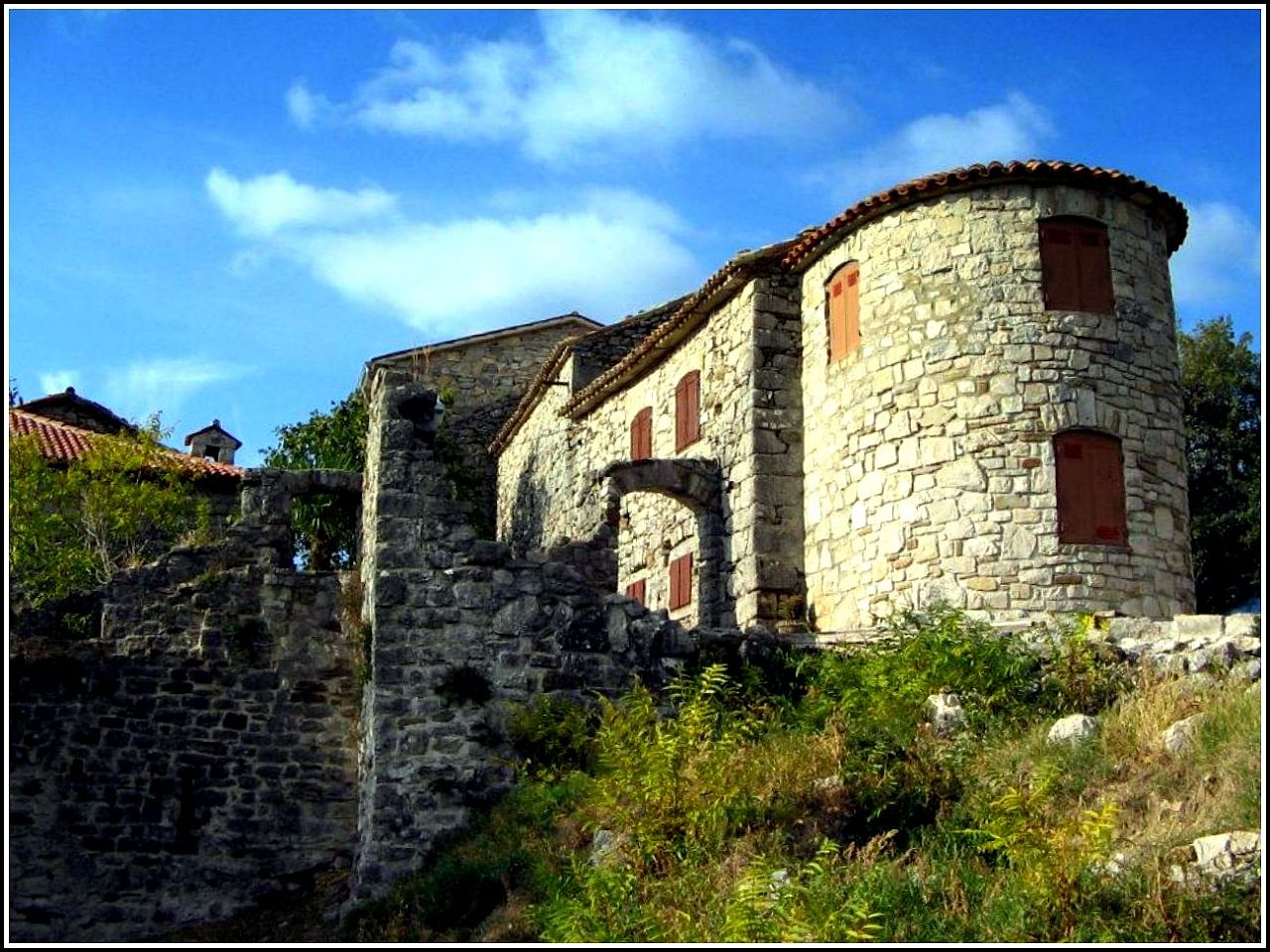
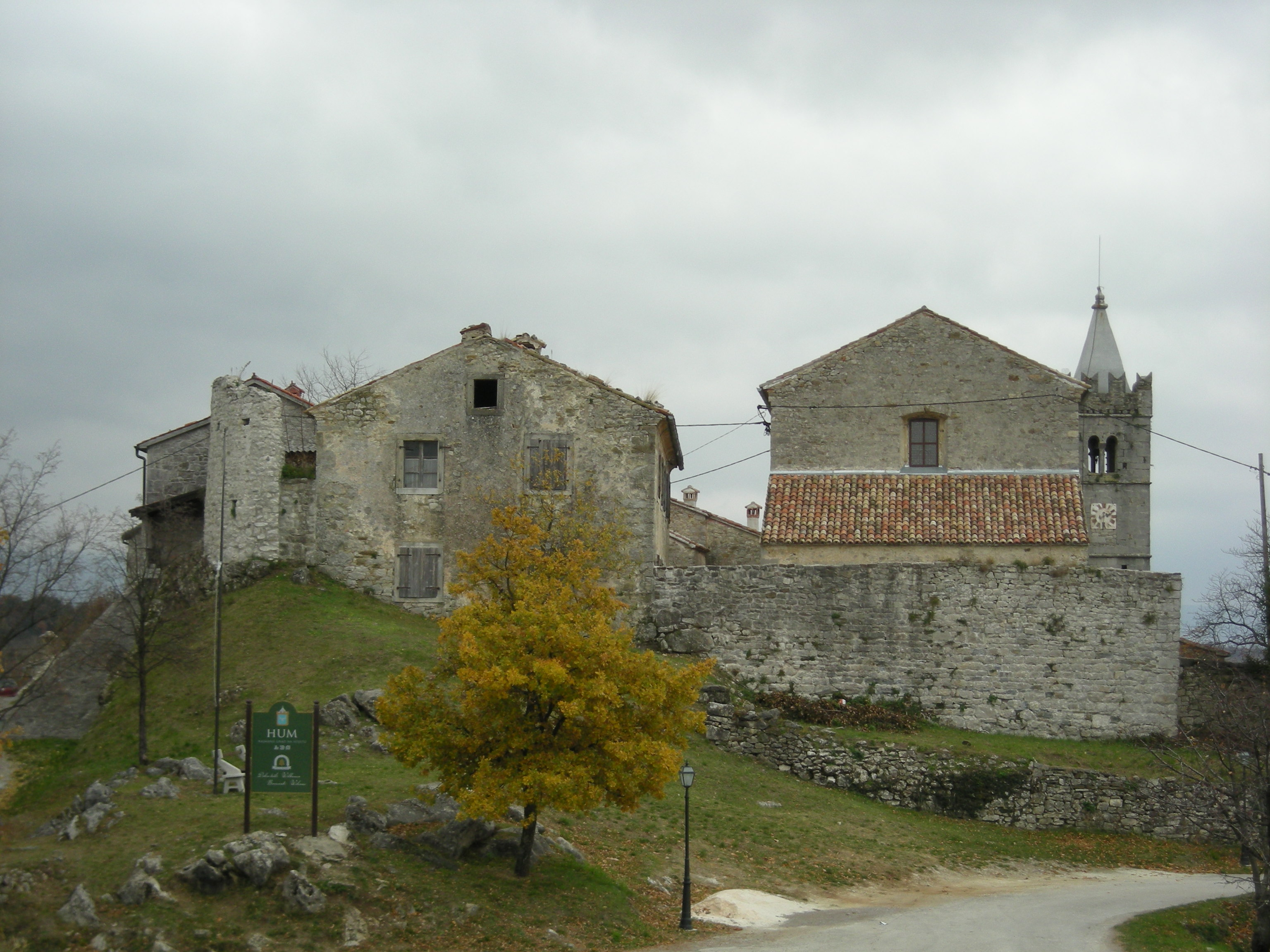
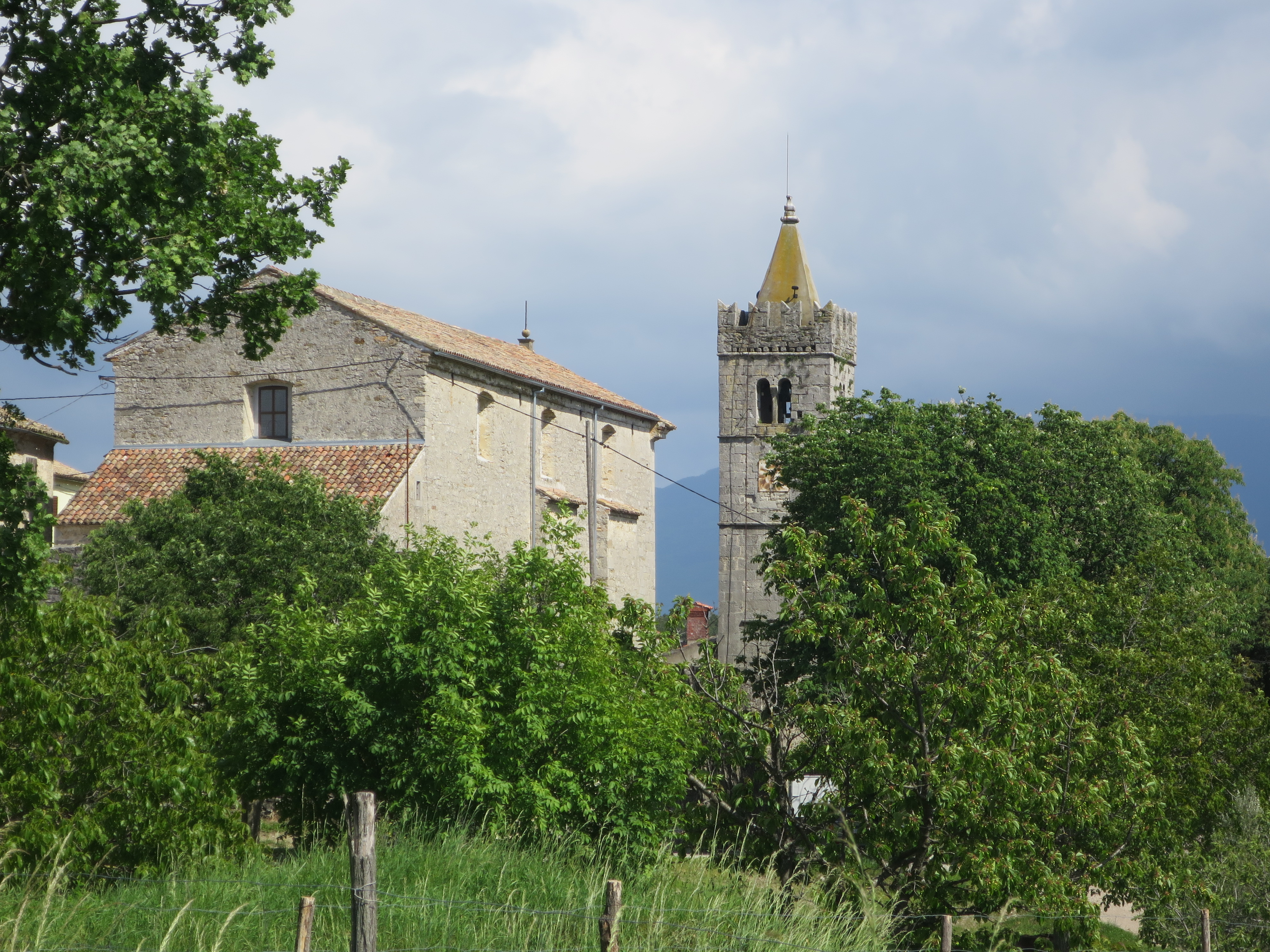
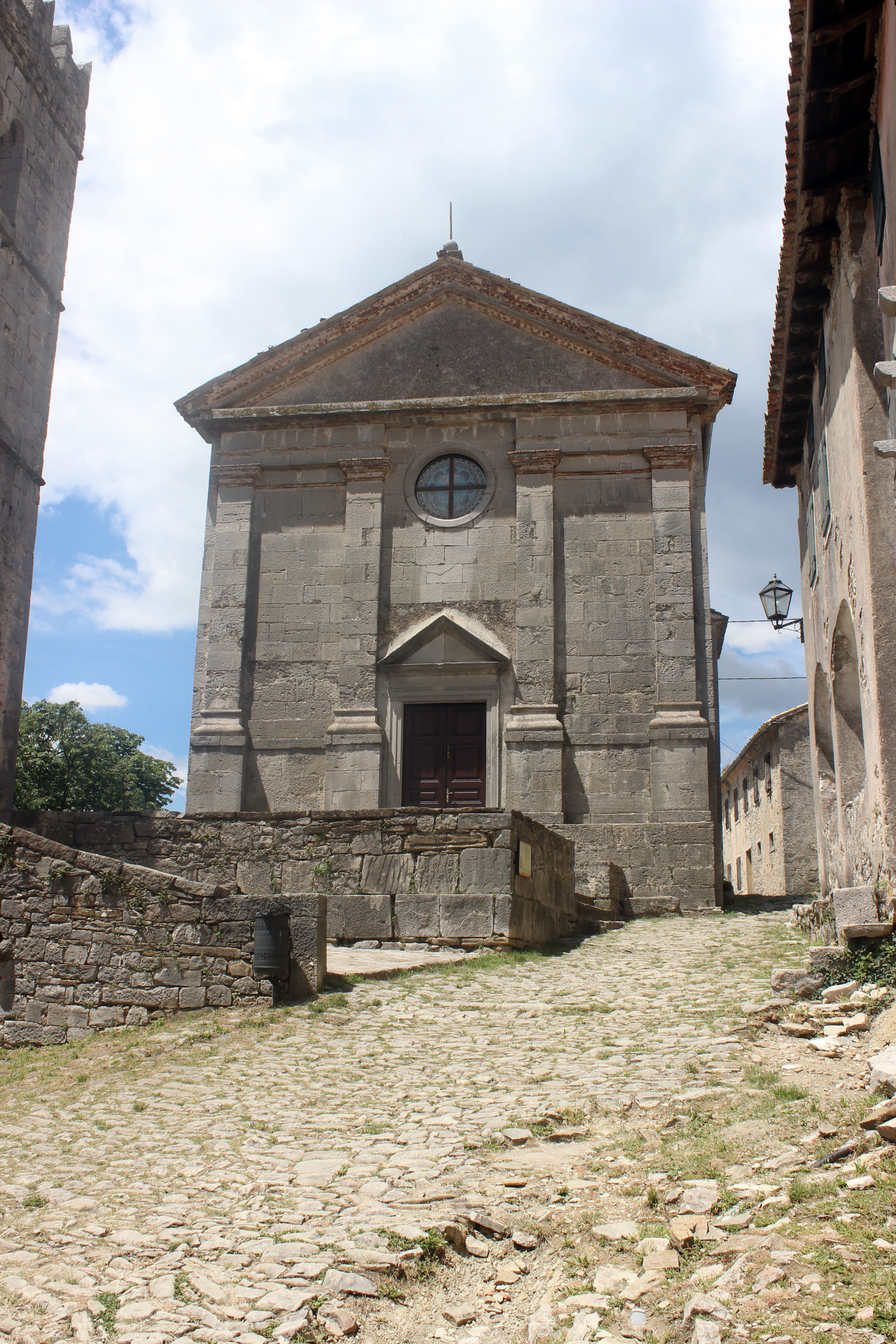
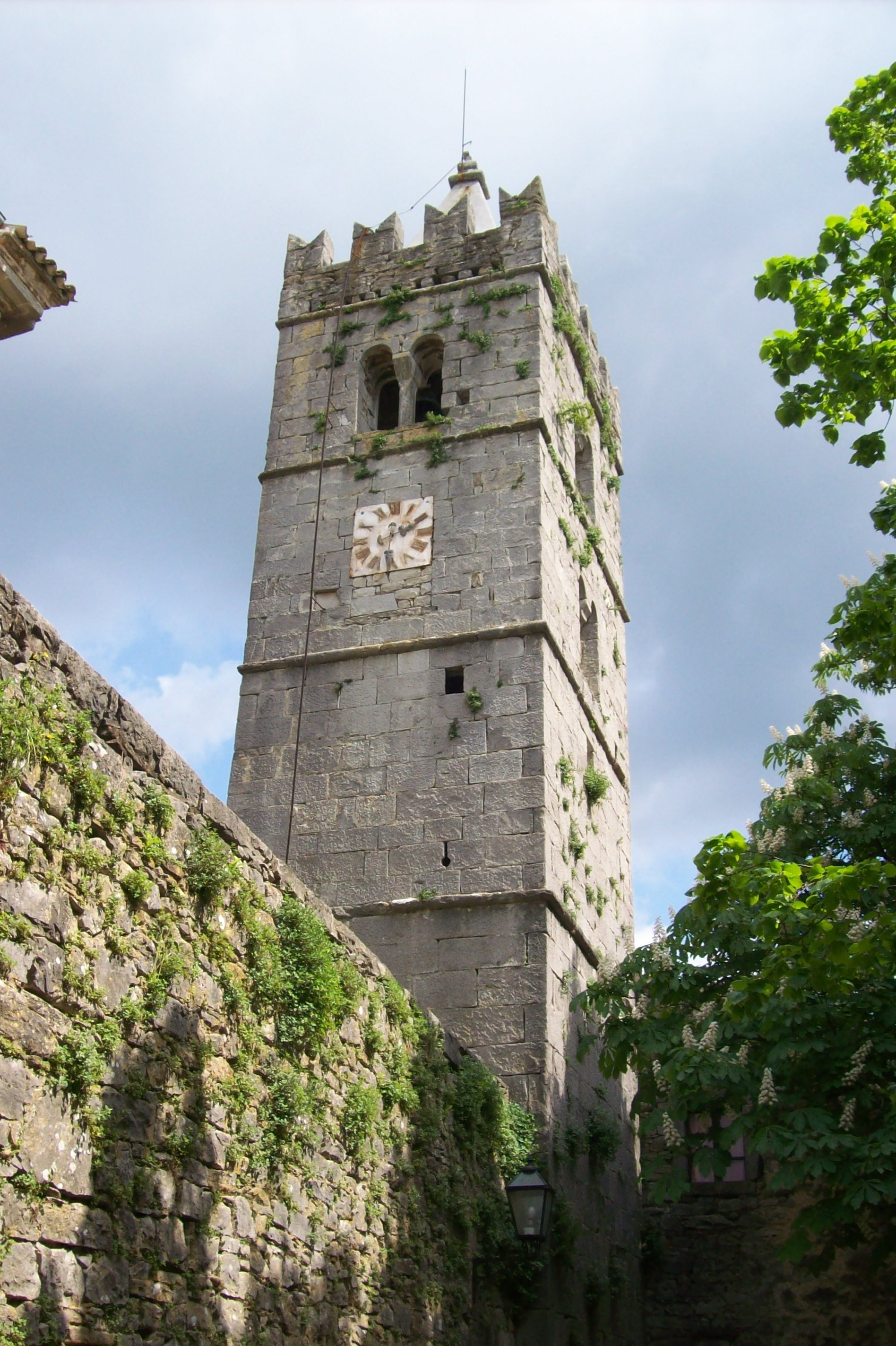
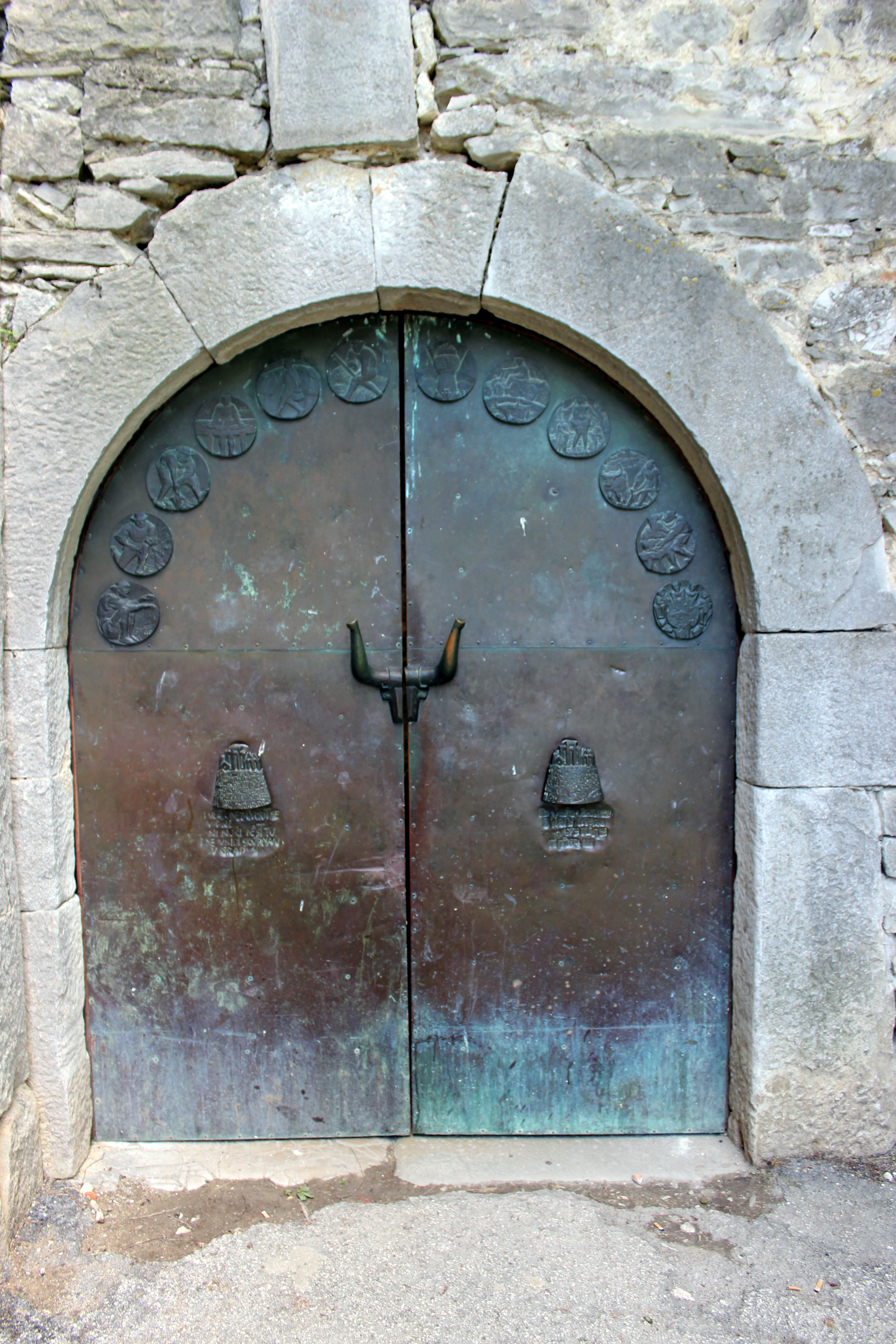